# إيفان دياز (لاعب كرة قدم)
إيفان دياز (بالإسبانية: Iván Díaz)‏ (23 يناير 1993 بسان فيرناندو في الولايات المتحدة - ) هو لاعب كرة قدم أرجنتيني في مركز الوسط. شارك مع منتخب الأرجنتين تحت 20 سنة لكرة القدم. أما مع النوادي، فقد لعب مع أنورثوسيس فاماغوستا وريفر بليت ونادي ترنتشين ونادي جيلينا.

## وصلات خارجية
- إيفان دياز على موقع قاعدة بيانات كرة القدم.إي يو (الإنجليزية)
- إيفان دياز على موقع Soccerway.com (الإنجليزية)
- إيفان دياز على موقع عالم كرة القدم.نت (الإنجليزية)